# William R. Lyman
William Roy „Link“ Lyman (* 30. November 1898 in Table Rock, Nebraska; † 16. Dezember 1972 in Baker, Kalifornien.) war ein US-amerikanischer American-Football-Spieler, der hauptsächlich auf der Position des Offensive Tackles spielte. Er spielte elf Jahre für verschiedene Franchises in der National Football League (NFL) und gewann dabei vier Meistertitel (1922, 1923, 1924 und 1933).
Lyman war trotz seiner Größe von 188 cm und einem Gewicht von 115 kg ein sehr wendiger und schneller Spieler, der in der Offense auch als Ballträger eingesetzt wurde. Bekannt war er jedoch für sein variantenreiches und ständig wechselndes Spiel als Defensive Lineman, das moderne Defense-Spiel mit ständig wechselndem Aufbau in der Verteidigung wird auf seine Spielweise zurückgeführt.

## College
Lyman begann erst an der University of Nebraska American Football zu spielen. An seiner Highschool gab es kein Footballteam, da nur sieben Jungs auf seine Schule gingen. Für die „Huskers“ spielte er 1918, 1919 und 1921. 1920 musste er aussetzen, um Geld für die Fortsetzung seines Studiums zu verdienen, doch 1921 war er der Star des Teams, dass lediglich ein Spiel gegen Notre Dame verlor.

## NFL
1922 holte ihn der ebenfalls aus Nebraska stammende Spielertrainer der Canton Bulldogs, Guy Chamberlin, in die NFL nach Canton. Mit den Bulldogs gewann Lyman 1922 und 1923 zwei Meisterschaften in Folge, bevor das Team 1924 an den Eigentümer der Cleveland Indians verkauft wurde. 1924 spielte er, wie die meisten Leistungsträger der zwischenzeitlich aufgelösten Canton Bulldogs, für die umbenannten Cleveland Bulldogs und gewann den dritten Meistertitel in Folge.
Die Folgesaison spielte er je zur Hälfte für die wieder gegründeten Canton Bulldogs und die Frankford Yellow Jackets, um zur Saison 1926 zu den Chicago Bears zu wechseln, für die er bis zu seinem Karriereende 1934 mit zwei einjährigen Pausen spielte. 1929 spielte er semiprofessionellen Football für ein Independent-Team und 1932 pausierte er wegen finanzieller Problemen.
1933 gewann er mit Chicago seine vierte Meisterschaft und beendete 1934 seine Laufbahn mit einer Division-Meisterschaft.

## Ehrungen
Lyman wurde 1964 in die Pro Football Hall of Fame und 1972 in die Nebraska Football Hall of Fame aufgenommen.